# Angraecum pseudofilicornu
Angraecum pseudofilicornu är en orkidéart som beskrevs av Joseph Marie Henry Alfred Perrier de la Bâthie. Angraecum pseudofilicornu ingår i släktet Angraecum och familjen orkidéer. Inga underarter finns listade i Catalogue of Life.